# Палата (фільм, 1964)
«Палата» — радянський художній фільм-драма 1964 року, знятий на кіностудії «Мосфільм» за однойменною п'єсою Самуїла Альошина.

## Сюжет
В одній з палат хірургічної клініки знаходяться четверо хворих. Це люди різні за віком, за освітою і своїм становищем. Непримиренні життєві позиції крупного працівника промисловості Прозорова і відомого письменника Новикова. Коли одного разу Прозоров нахамив робочому Гончарову, Новиков вступив з ним у суперечку, під час якої виявилися боягузтво і підлість Прозорова, чесність і принциповість Новикова… Час, проведений в палаті, піддає серйозному випробуванню і особисте життя героїв. Вчитель Терьохін остаточно переконується в нещирості і нікчемності своєї дружини Тамари і вирішує з нею розлучитися. Ще міцніше стає любов Гончарова і його дружини Зіни. Новиков переконується в щирості великого почуття своєї подруги Ксенії. Особливо ж яскраво проявляються риси характеру кожного героя під час складної операції на серці, яку роблять письменнику Новикову.

## У ролях
- Андрій Попов — Новиков, письменник
- Євген Перов — Прозоров, великий працівник промисловості
- Віталій Доронін — Гончаров, робочий
- Юрій Пузирьов — Терьохін, вчитель
- Руфіна Ніфонтова — Ксенія Іванівна, подруга Новикова
- Наталія Фатєєва — Тамара, дружина Терьохіна
- Юрій Аверін — професор
- Інна Макарова — Зіна, дружина Гончарова
- Фелікс Яворський — ординатор
- Жанна Прохоренко — медсестра
- Борис Токарєв — Міша Новиков

## Знімальна група
- Режисер — Георгій Натансон
- Сценарист — Самуїл Альошин
- Оператор — Юрій Зубов
- Композитор — Владлен Чистяков
- Художник — Микола Маркін